# Andwakia boninensis
Andwakia boninensis är en havsanemonart som beskrevs av Oscar Henrik Carlgren 1943. Andwakia boninensis ingår i släktet Andwakia och familjen Andwakiidae. Inga underarter finns listade i Catalogue of Life.